# FIS Games 2028
Die 1. FIS Games sollen 2028 stattfinden. Die FIS wollte die Spiele zuerst auf ihrer Sitzung im in Reykjavík im Juni 2024 vergeben. Jedoch gab es zu diesem Zeitpunkt noch keine Vereinbarung mit der einzig verbliebenen Bewerbung aus St. Moritz und dem Engadin. Bis zum 1. November 2023 mussten alle Interessenten eine offizielle Bewerbung abschicken.

## Interessenten

### St. Moritz – Engadin
Mitte Juni 2023 gab es die Meldung, dass die Swiss-Ski an einem Konzept für eine Austragung der ersten FIS Games arbeite. Die Hauptaustragungsorte sollen hierbei St. Moritz und das Engadin sein. Für Swiss-Ski ist es hierbei sehr wichtig, dass man bei der Durchführung der Spiele nachhaltig ist. In St. Moritz sollen alle alpinen Sportarten durchgeführt werden, während alle nordischen Sportarten im Engadin durchgeführt werden sollen. Jedoch sind in diesen beiden Orten keine Skisprungschanzen vorhanden, deshalb müsste man die Wettbewerbe der Spezialspringer und der nordischen Kombinierer nach Engelberg oder Einsiedeln verlegen. Anfang November wurde die Bewerbung durch die FIS bestätigt.
Im Juni 2024, dem ursprünglichen Verleihungszeitpunkt, gab es noch keine Einigung zwischen der FIS und Swiss-Ski.

## Zurückgezogene Interessenten

### Lillehammer – Hafjell
Anfang November 2023 gab die FIS bekannt, dass Lillehammer und Hafjell sich zusammen für die Austragung der ersten FIS Games beworben haben.
Lillehammer war bereits 1994 Ausrichter der Olympischen Winterspiele 1994.
Im März 2024 wurde bekannt, dass der norwegische Skiverband die Bewerbung zurückgezogen hat.

## Wettkampfprogramm
Geplant sind Wettkämpfe in den Sportarten
- Ski Alpin
- Ski Freestyle
- Nordische Kombination
- Skilanglauf
- Skispringen
- Snowboard
- Freeride
- Speedski
- Telemark
- Para Ski Alpin
- Para Skilanglauf
- Para Snowboard